# Erwin Puschner
Erwin Puschner (5 gennaio 1896 – 30 giugno 1966) è stato un calciatore e allenatore di calcio austriaco, di ruolo centrocampista.

## Carriera

### Giocatore

#### Nazionale
Il suo debutto con la nazionale austriaca risale al 10 giugno 1923 in occasione dell'amichevole persa contro la Svezia (4-2). La sua ultima partita con la nazionale risale al 21 dicembre 1924 nell'amichevole persa contro la Spagna (2-1).
Indossò la maglia della nazionale per un totale di due partite.

### Allenatore
È stato allenatore dell'Hajduk Spalato nel 1930 succedendo il posto a Luka Kaliterna.

## Statistiche

### Cronologia presenze e reti in nazionale
| Cronologia completa delle presenze e delle reti in nazionale ― Austria | Cronologia completa delle presenze e delle reti in nazionale ― Austria | Cronologia completa delle presenze e delle reti in nazionale ― Austria | Cronologia completa delle presenze e delle reti in nazionale ― Austria | Cronologia completa delle presenze e delle reti in nazionale ― Austria | Cronologia completa delle presenze e delle reti in nazionale ― Austria | Cronologia completa delle presenze e delle reti in nazionale ― Austria | Cronologia completa delle presenze e delle reti in nazionale ― Austria |
| Data                                                                   | Città                                                                  | In casa                                                                | Risultato                                                              | Ospiti                                                                 | Competizione                                                           | Reti                                                                   | Note                                                                   |
| ---------------------------------------------------------------------- | ---------------------------------------------------------------------- | ---------------------------------------------------------------------- | ---------------------------------------------------------------------- | ---------------------------------------------------------------------- | ---------------------------------------------------------------------- | ---------------------------------------------------------------------- | ---------------------------------------------------------------------- |
| 10-6-1923                                                              | Göteborg                                                               | Svezia                                                                 | 4 – 2                                                                  | Austria                                                                | Amichevole                                                             | -                                                                      |                                                                        |
| 21-12-1924                                                             | Barcellona                                                             | Spagna                                                                 | 2 – 1                                                                  | Austria                                                                | Amichevole                                                             | -                                                                      | 40’                                                                    |
| Totale                                                                 |                                                                        | Presenze                                                               | 2                                                                      |                                                                        | Reti                                                                   | 0                                                                      |                                                                        |